# Torrent de Llòbrega

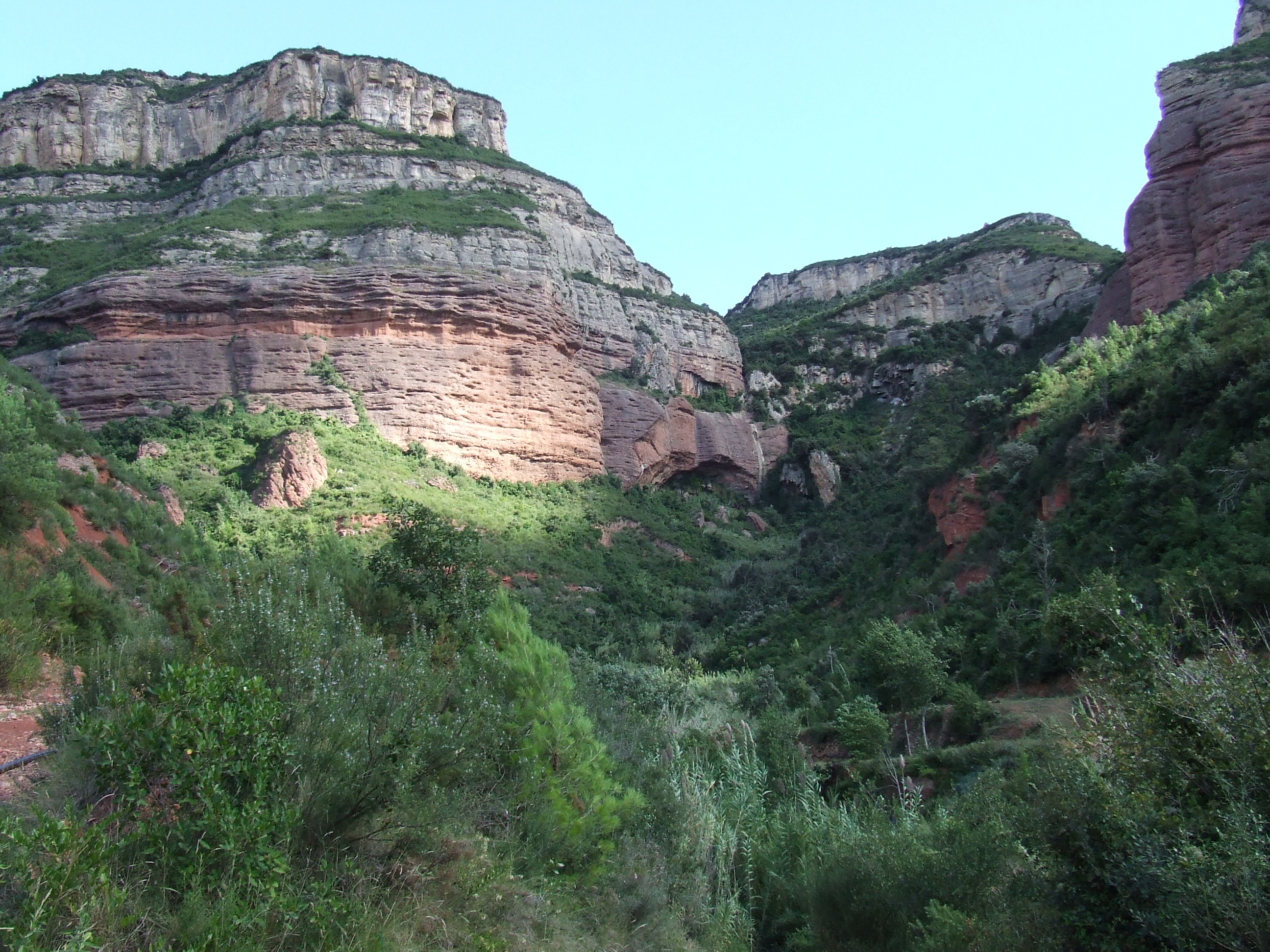
Lloc de formació del torrent

El Torrent de Llòbrega, també denominat torrent de Vallderrós en els darrers anys, és un torrent que discorre pels termes municipals de Sant Quirze Safaja, en territori del poble de Bertí, a la comarca del Moianès, i de Bigues i Riells, al Vallès Oriental, dins del territori del poble de Riells del Fai.
Es forma a l'extrem de llevant de la Solella del Traver, a migdia de la masia del Traver, des d'on davalla cap a ponent. Travessa la Solella del Traver, deixant a l'esquerra el Pinar, fins que arriba a la cinglera superior dels Cingles de Bertí, al nord del Turó de les Onze Hores, on salta la cinglera en el Salt de Llòbrega.
En aquest salt abandona el terme de Sant Quirze Safaja i entra en el de Bigues i Riells. Un cop al fons de la vall de Vallderrós, rep per la dreta el torrent de l'Ullar i el torrent del Traver, a prop i al nord-est de Can Tabola. Des d'aquest lloc davalla cap a l'oest-sud-oest, passant entre la Vall Blanca, que queda al nord, i Vallderrós, al sud, després pel nord-oest de Riells del Fai, i va abocar-se en el Tenes a prop i a ponent del Molí de la Pineda.